# Museu Histórico e Artístico do Maranhão
O Museu Histórico e Artístico do Maranhão (MHAM) é um museu público localizado na cidade de São Luís, no Solar Gomes de Souza, com a missão de zelar, incentivar e divulgar o patrimônio cultural do estado.O museu ocupa um prédio histórico situado no centro de São Luís, na Praça Pedro II, o Palácio dos Leões, um dos mais importantes edifícios históricos da cidade. Foi fundado em 1969, como uma  iniciativa do governo estadual e de entidades culturais locais, que reconheceram a importância de manter a memória histórica do Maranhão e de suas diversas manifestações artísticas.

## Sede
Uma das principais atrações turísticas da cidade, o solar que abriga o museu foi construído em 1836, tendo pertencido inicialmente ao major Ignácio Gomes de Souza, um fazendeiro da região do vale do Itapecuru, e pai do intelectual maranhense e pioneiro na pesquisa matemática no Brasil Souzinha (Joaquim Gomes de Souza). Também foi moradia de Alexandre Colares Moreira (senador e vice-governador do Maranhão entre 1902-1904) e de José Francisco Jorge, grande industrial têxtil do Maranhão, que o vendeu ao governo do estado em 1968.
Integram a estrutura do museu: o jardim Jacinto Inocêncio, a galeria Floriano Peixoto (para exposições de curta exposição), pavimento térreo, pavimento superior (com exposições de longa duração e reconstituição de uma casa do século XIX), Teatro Apolônia Pinto e um mirante.

## Acervo
O MHAM abriga o acervo erudito mais importante do estado. É composto por aproximadamente 10.000 mil peças, dentre elas: mobiliário maranhense da primeira metade do século XIX, o maior acervo de azulejaria de São Luís, porcelana, coleção numismática, vidros, cristais, pinturas, esculturas, gravuras, arte sacra católica, arte de origem africana e acervo documental, incluindo o original da obra de Aluízio de Azevedo, ”O Mulato”, além de uma relevante coleção bibliográfica.
A exposição de longa duração também reconstitui uma “casa de época” na passagem do século XIX ao XX, ambientada de acordo com descrições dos costumes encontradas na literatura maranhense.